# 橋本タカシ
橋本 タカシ（はしもと たかし）は、原画家・イラストレーター。愛称は「ハッシー」。

## 経歴
幼少期からイラストを描くことを趣味とし高校在校中にプロのイラストレーターを志す。当時からイラストを巡る業界が厳しい世界であるとの認識から高校卒業後はスキルに幅を持たせる意味も含め広告デザイン系の専門学校に入学する。しかし、専門学校での授業は肌に合わず逆にこれがプロのイラストレーターになることを決意させた。
卒業後、とある店の常連仲間が紹介した人物にイラストを見せる機会が訪れる。このとき紹介されたのが『With You 〜みつめていたい〜』（以下『With You』）のシナリオライター・草薙こうたろうであった。元々F&Cのファンであったこともあり草薙から『With You』の企画を持ちかけられ、本人曰く「なし崩し的に」F&Cに入社、同作の原画担当となる。そして、1998年に同作が発売されるとイラストレーターとして初の本格的な仕事だったにもかかわらずその画力は注目を集め、同作のヒットの要因となった。その後『Pia♥キャロットへようこそ!!2』（以下『Pia2』）のセガサターン版のオリジナルキャラクターである愛沢ともみのデザインを担当。
2001年に発売された『Pia♥キャロットへようこそ!!3』（以下『Pia3』）では前作までの癖の強い絵から一新、万人受けのするイラストで、F&Cを代表する原画家となった。

## 参加作品

### F&C
- With You 〜みつめていたい〜
  - 絆という名のペンダント
- Pia♥キャロットへようこそ!!2/2.2
- Pia♥キャロットへようこそ!!3
- L'Heure Bleue〜ルール・ブルー〜
- Fate/hollow ataraxia（TYPE-MOON）（壁紙用イラスト寄稿）
- EVE new generation（角川書店、F&Cが開発協力）
- ホワイトブレス 〜with faint hope〜

### Sphere
- ヨスガノソラ
- ハルカナソラ
- イモウトノカタチ
- Berry's

### ALcot
- Clover Memory's[1]

## 雑記
- かつてはあべしげゆきという作家と共に「ぱとらこーぽれーしょん」という名のサークルで活動していたが後に解消し、現在では「EXCLAMATION」（エクスクラメーション）という名の同人サークルを主宰している。2006年頃から鈴平ひろのサークル「HEART WORK」との合同企画も行っている。
- 基板を集める程に無類のアーケードゲームマニアでもあり、シューティングゲームがある限りゲームセンターには通い続けるとコメントしている。